# 生きること
『生きること』（いきること）は、ヒカシューの10枚目のオリジナル・アルバム。2008年4月25日にMAKIGAMI RECORDより発売。ジャケットは逆柱いみりのイラスト。録音はニューヨーク。

## 収録曲
全作詩:巻上公一
1. 生きること (Ikirukoto)
  - 作曲:巻上公一
2. デジタルなフランケン (Digital Frankenstein)
  - 作曲:坂出雅海
3. まえにいたのは (Maeniitanowa)
  - 作曲:ヒカシュー
4. 入念 (Elaborate)
  - 作曲:坂出雅海
5. 脳千鳥 (Nohchidori)
  - 作曲:巻上公一
6. ベトベト (Beto Beto)
  - 作曲:坂出雅海
7. 現代へのメッセージソングにならないように書かれた曲であり、人が色々なものに絡め取られて何も出来なくなるさまを歌っている。[1]
8. マンハッタンの口琴 (Koukin in Manhattan) (inst)
  - 作曲:巻上公一・佐藤正治[注釈 1]
9. カモノハシ (Song of Platypus)
  - 作曲:三田超人
10. 故事によってその卵を茹でる (A boiled egg by the tradition)
  - 作曲:ヒカシュー
11. オーロラ (Aurora)
  - 作曲:三田超人

## 参加ミュージシャン
ヒカシュー
- 巻上公一 -ボーカル(#8以外)、テルミン(#8以外)、コルネット(#6)、口琴(#8)
- 三田超人 -ギター、サンプラー
- 坂出雅海 -エレクトリックベース
- 清水一登 -ピアノ、ハモンドB3、シンセサイザー、バスクラリネット(#3、5、9)
- 佐藤正治 -ドラムス、パーカッション、口琴

ゲストミュージシャン
- イクエモリ -エレクトロニクス(#2)
- オーキュンリー -チェロ(#5)